# 日本文典 (コリャード)
『日本文典』（にほんぶんてん/にっぽんぶんてん、ラテン語: Ars grammaticae Iaponicae lingvae あるいは Ars grammaticae Iaponicae linguae）は、スペイン人のドミニコ会宣教師ディエゴ・コリャードが著した日本語の文法書。1632年、ローマにて刊行。日本語をラテン語文法に当てはめたもので、ラテン語で記されている。

## 出版経緯
この書籍は、日本でキリスト教の布教に従事する宣教師に日本語の基礎を学ばせるために、ローマ教皇庁の布教聖省の援助のもと刊行されたものである。
著者のコリャード（1589年?-1641年）は、1619年に禁教下の日本に潜入し、2年余にわたって長崎周辺で布教活動に携わった人物である。彼は1622年、報告のために日本を離れており、この書籍もヨーロッパに戻っている時期に執筆された。コリャードにはほかに『懺悔録』『羅西日辞書』があり、日本語三部作と呼ばれる。
本書の序文でコリャードは日本語の文法と語彙ばかりでなく、発音とアクセントをも重視する姿勢を示している。

## 内容と評価
コリャードの日本語に関する著作は「文典、辞書ともにイエズス会のもの〔引用者注：ロドリゲスの『日本大文典』〕には学問的価値において劣る」（大塚光信）と評価され、「僅か3年の、しかもキリスト教迫害下の日本にあって、どれほどの日本語に精通し得たかには疑問とされている」（大阪府立中央図書館市河文庫の資料紹介文）が、本書は「稀書とされるべきもの」（市河文庫）とされる。
1738年にメキシコで刊行されたオヤングレン (Melchor Oyanguren de Santa Inés) の『日本語文典』は、先行するロドリゲスやコリャードの文典を参考に執筆された。

## 収蔵
初版本は、日本国内では国立国会図書館（古典籍室）や大阪府立中央図書館（市河文庫）、筑波大学附属図書館（ベッソン・コレクション）、大分市歴史資料館などに収蔵されている。

## 刊本
日本では以下の刊本が出版されている。
- Ars grammaticae Iaponicae lingvae : in gratiam et adivtorivm eorum, qui prædicandi euangelij causa ad Iaponiæ Regnum se voluerint conferre（	天理大学出版部・雄松堂書店、1972年）
- コイヤード著（大塚高信訳）『日本語文典』（坂口書店、1934年）
  - 改訳：コリャード著（大塚高信訳）『日本文典』（風間書房、1957年） - 『コリャード日本文典』とも表記される。